# Gekreuzigter Christus (Velázquez)
Gekreuzigter Christus (spanisch Cristo crucificado), auch Christus von San Plácido oder San-Plácido-Kruzifix genannt, ist ein Ölgemälde des Diego Velázquez. Es entstand zwischen 1630 und 1632. Es ist eines der wenigen religiösen Sujets des Meisters.
Das Gemälde hängt seit 1829 im Museo del Prado in Madrid.

## Bildbeschreibung
Dargestellt vor einem monochromem, fast schwarzen Hintergrund ist der gekreuzigte Christus. Er wird in jenem Augenblick gezeigt, als ihm der Kopf auf die Brust fällt. Kurz zuvor hatte er die Worte „Es ist vollbracht“ ausgesprochen. Der Körper, auf den von oben volles Licht fällt, wurde mit vier Nägeln ans Kreuz geschlagen. Die Beine sind parallel geführt, die Füße auf einem Holzblock abgestützt. Der Leib ist makellos und unverletzt, aber mit Spuren von getrocknetem Blut, das aus den Wunden am Kopf und an der Brust bis auf die Oberschenkel getropft ist, und das aus den Wunden an Händen und Füßen strömt. Christus trägt die Dornenkrone. Haare fallen über die rechte Gesichtshälfte. Der Kopf ist von einem Lichtschein umgeben. Ein weißes Lendentuch ist um die Hüfte geschlungen und vorne fest zusammengeknotet. Über dem Querbalken befindet sich eine Schrifttafel in Hebräisch, Griechisch und Lateinisch: IESUS NAZARÆNVS REX IUDÆORUM, mit der Pilatus laut Johannesevangelium das Kreuz hat beschriften lassen.
„Kein Leid, keine schmerzvollen Verrenkungen“, so die FAZ.

## Genese
Das Gemälde entstand vermutlich für das Benediktinerinnen-Kloster San Plácido in Madrid. Auftraggeber des Votivbildes war der Staatssekretär Jerónimo de Villanueva, der Gründer des Klosters und frühere Verlobte der ersten Äbtissin. Informationen über die Entstehung fehlen. Doch wird das Bild von Kunsthistorikern nach Velázquez’ erster Italien-Reise von 1629 bis 1630 verortet.

## Rezeption in der Literatur
Der spanische Philosoph und Schriftsteller Miguel de Unamuno hat 1920 das Versgedicht El Cristo de Velázquez, das er im Jahr 1913 begonnen hat, veröffentlicht. Es besteht aus 4 Teilen und 2.539 Versen.

## Kontext, stilistische Einordnung

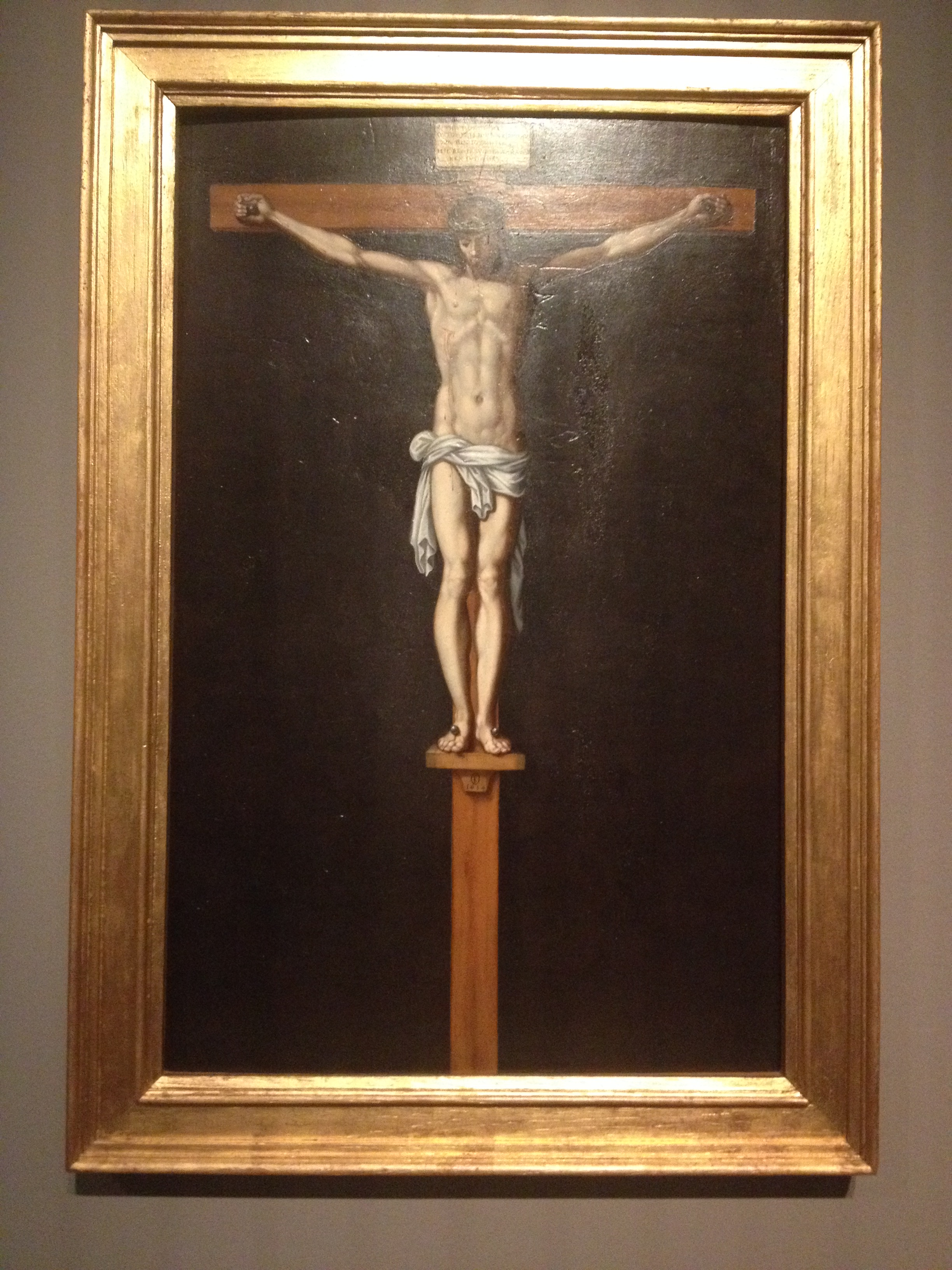
Francisco Pacheco, Christus am Kreuz, 1614

Anscheinend folgte Velázquez der klassischen Ikonographie des 17. Jahrhunderts. Er hielt sich strikt an die Regeln der gegenreformatorischen Bilderwelt, die damals in Spanien von seinem Lehrer und Schwiegervater Francisco Pacheco verkündet und durchgesetzt wurden. Im Auftrag und im Namen der Inquisition war die Bildersprache streng normiert. Vorgeschrieben war beispielsweise, alle vier Nägel zu malen, mit denen Christus ans Kreuz geschlagen worden sein soll. In diesem Fall übernahm Velázquez sogar die Komposition weitgehend von Pacheco, der das Sujet dreimal realisiert hatte.
Es gibt noch ein zweites Kreuzigungsbild von Diego Velázquez, Cristo en la Cruz, entstanden 1631. Dieses ist dem oben beschriebenen – laut Signatur – zeitlich vorgeordnet und zeigt den Augenblick der Hingabe im Leiden als einen letzten bewussten lebensbeendenden und den Tod bejahenden Augenblick bzw. den Übergang des Eingehens in den Willen des Vaters als Prozess. Obwohl das Bild eine Signatur trägt, wird eine Autorschaft des Malers an dem Bild in der Forschung kontrovers diskutiert und eine Herkunft aus dem Umkreis von Palomino vermutet.

## Besitzerwechsel
Das Gemälde zählte zu jenen Wertgegenständen, die Manuel de Godoy beschlagnahmen ließ. Dessen geschiedene Ehefrau, María Teresa de Borbón y Vallabriga, 15. Gräfin von Chinchón, war die nächstfolgende Besitzerin. Nach deren Tod im Jahr 1828 erbte es ihr Schwager, Joaquín José de Melgarejo, Fürst von San Fernando de Quiroga. Dieser schenkte das Gemälde dem König, Ferdinand VII. von Spanien, welcher es dem Prado übertrug.